# Seznam měst v Nizozemsku
Toto je seznam měst v Nizozemsku, seřazený podle provincií.

## Flevoland
- Almere
- Lelystad

## Frísko
- Bolsward
- Dokkum
- Drachten
- Franeker
- Harlingen
- Heerenveen
- Hindeloopen
- IJlst
- Leeuwarden
- Sloten
- Sneek
- Stavoren
- Workum

## Gelderland
- Apeldoorn
- Arnhem
- Bredevoort
- Buren
- Culemborg
- Dieren
- Doetinchem
- Ede
- Groenlo
- Harderwijk
- Hattem
- Huissen
- Nijkerk
- Nijmegen
- Tiel
- Wageningen
- Wijchen
- Winterswijk
- Zaltbommel
- Zutphen
- Deil
- Enspijk

## Groningen
- Appingedam
- Delfzijl
- Groningen
- Hoogezand-Sappemeer
- Stadskanaal
- Winschoten
- Veendam

## Limburg
- Geleen
- Gennep
- Heerlen
- Kerkrade
- Kessel
- Landgraaf
- Maastricht
- Nieuwstadt
- Roermond
- Sittard
- Schin op Geul
- Stein
- Thorn
- Valkenburg aan de Geul
- Venlo
- Weert

## Severní Brabantsko
- Bergen op Zoom
- Breda
- 's-Hertogenbosch
- Eindhoven
- Geertruidenberg
- Grave
- Helmond
- Heusden
- Klundert
- Oosterhout
- Oss
- Ravenstein
- Roosendaal
- Tilburg
- Waalwijk
- Willemstad
- Woudrichem

## Severní Holandsko
- Alkmaar
- Amstelveen
- Amsterdam
- Den Helder
- Edam, Volendam
- Enkhuizen
- Haarlem
- Heerhugowaard
- Hilversum
- Hoofddorp
- Hoorn
- Laren
- Purmerend
- Medemblik
- Monnickendam
- Muiden
- Naarden
- Schagen
- Weesp
- Zaanstad

## Overijssel
- Almelo
- Blokzijl
- Deventer
- Enschede
- Genemuiden
- Hasselt
- Hengelo
- Kampen
- Oldenzaal
- Steenwijk
- Vollenhove
- Zwolle

## Jižní Holandsko
- Alphen aan den Rijn
- Delft
- Dordrecht
- Gorinchem
- Gouda
- Leiden
- Rotterdam
- Spijkenisse
- Den Haag
- Zoetermeer

## Utrecht
- Amersfoort
- Houten
- Leersum
- Nieuwegein
- Rhenen
- Utrecht
- Veenendaal
- Vreeland
- Woerden
- Zeist

## Zeeland
- Arnemuiden
- Goes
- Hulst
- Middelburg
- Sluis
- Terneuzen
- Veere
- Vlissingen
- Zierikzee